# ایستگاه راه‌آهن گاسپل اوک
ایستگاه راه‌آهن گاسپل اوک (انگلیسی: Gospel Oak railway station) یک ایستگاه راه‌آهن در لندن، انگلستان است که جزئی از خط شمال و خط گاسپل اوک تا بارکینگ متروی زمینی لندن است.
این ایستگاه که در ناحیه گاسپل اوک قرار دارد در سال ۱۸۶۰ میلادی تأسیس شده‌است.